# Réti keresztespók
A réti keresztespók (Mangora acalypha) a keresztespókfélék családjába tartozó, Eurázsiában élő pókfaj. 

## Megjelenése
A réti keresztespók nőstényének testhossza 4,5-6 mm, a hím 3-3,5 mm-es. A fejtor világos, sárgás vagy halványzöldes színű, közepén hosszanti fekete csíkkal és oldalán keskeny fekete szegéllyel. Potroha tojásdad, fehér és sárgás alapszínű, közepén feltűnő mintázat látható: a potroh közepéig egy, onnantól három párhuzamos fekete vonal húzódik; az utóbbiakat pontok hangsúlyozzák és néha sötétebb keresztvonalak kötik össze. A potroh hátsó-oldalsó részén párhuzamos fekete csíkok találhatók. Lábai sárgásak vagy zöldesek.

## Elterjedése
Eurázsiában honos, az Ibériai-félszigettől, Közép-Ázsiáig. Magyarországon a hegyvidékek kivételével országszerte előforduló, gyakori pókfaj.  

### Életmódja
A síkságok és dombvidékek alacsony vegetációjú, napsütötte rétjein (száraz és nedves területeken egyaránt), legelőkön, napsütötte erdei tisztásokon, erdőszéleken, gyümölcsösökben egyaránt megtalálható.
Kicsi, kerek, sűrű hálóját alacsonyan (kb. fél méteren), néha ferdén vagy akár egészen vízszintesen szövi a növények közé. A pók a háló közepén, alján várja, hogy a kisebb rovarok belerepüljenek a hálóba. A nőstények a háló közelében a növények közé rejtik gömbölyű kokonjukat, amelyet folyamatosan őriznek. A kis pókok nyáron kelnek ki a petékből, majd áttelelnek.

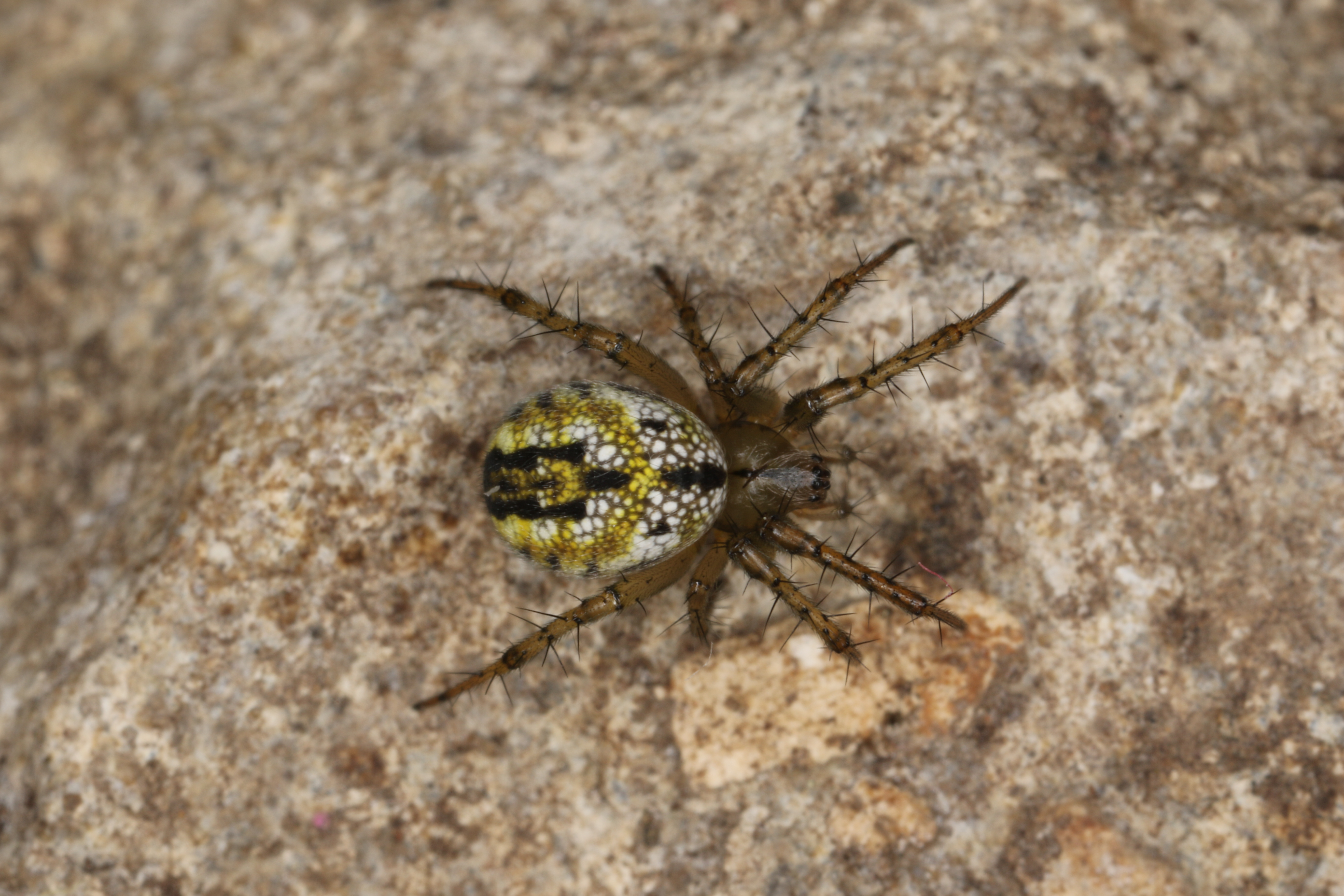
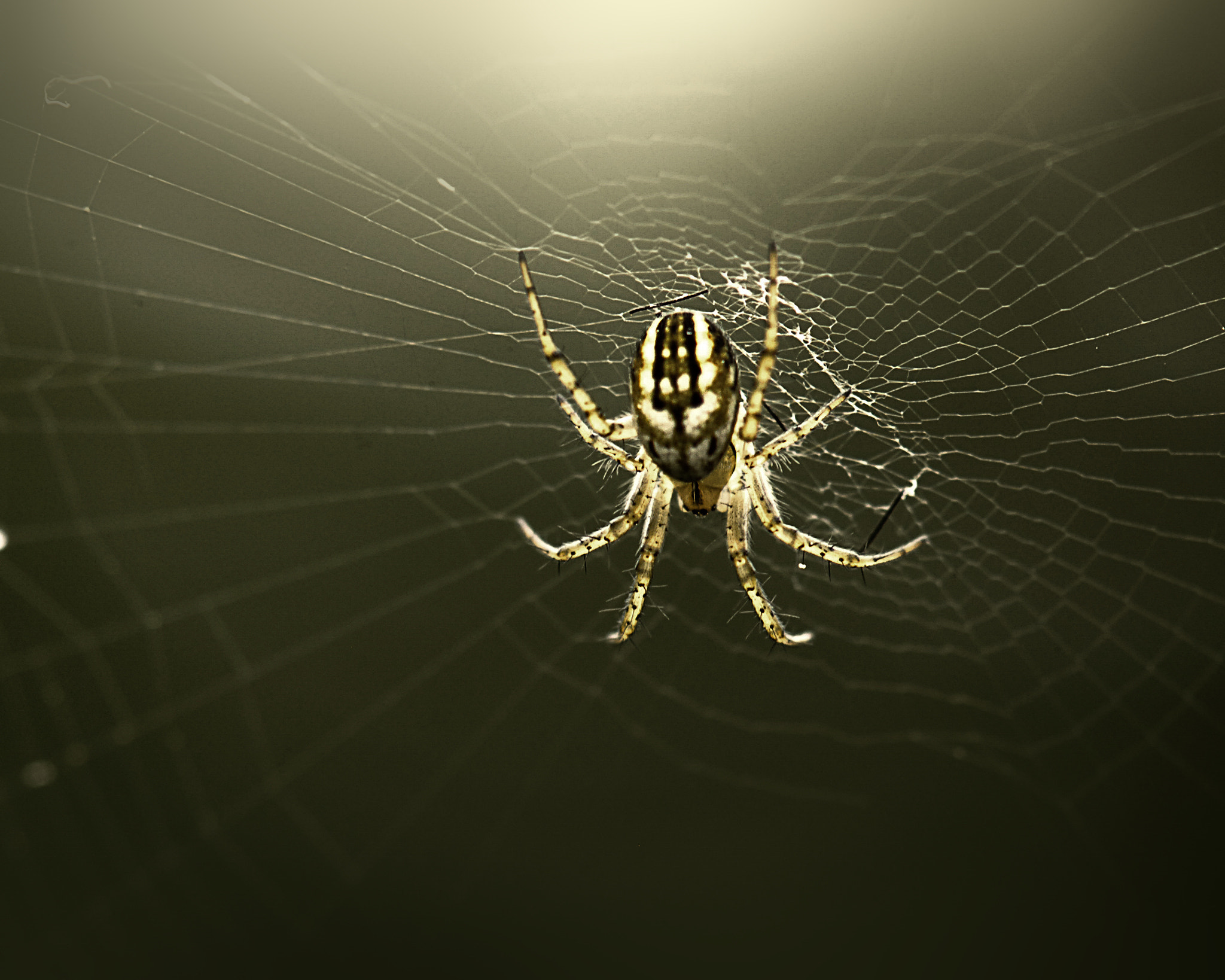
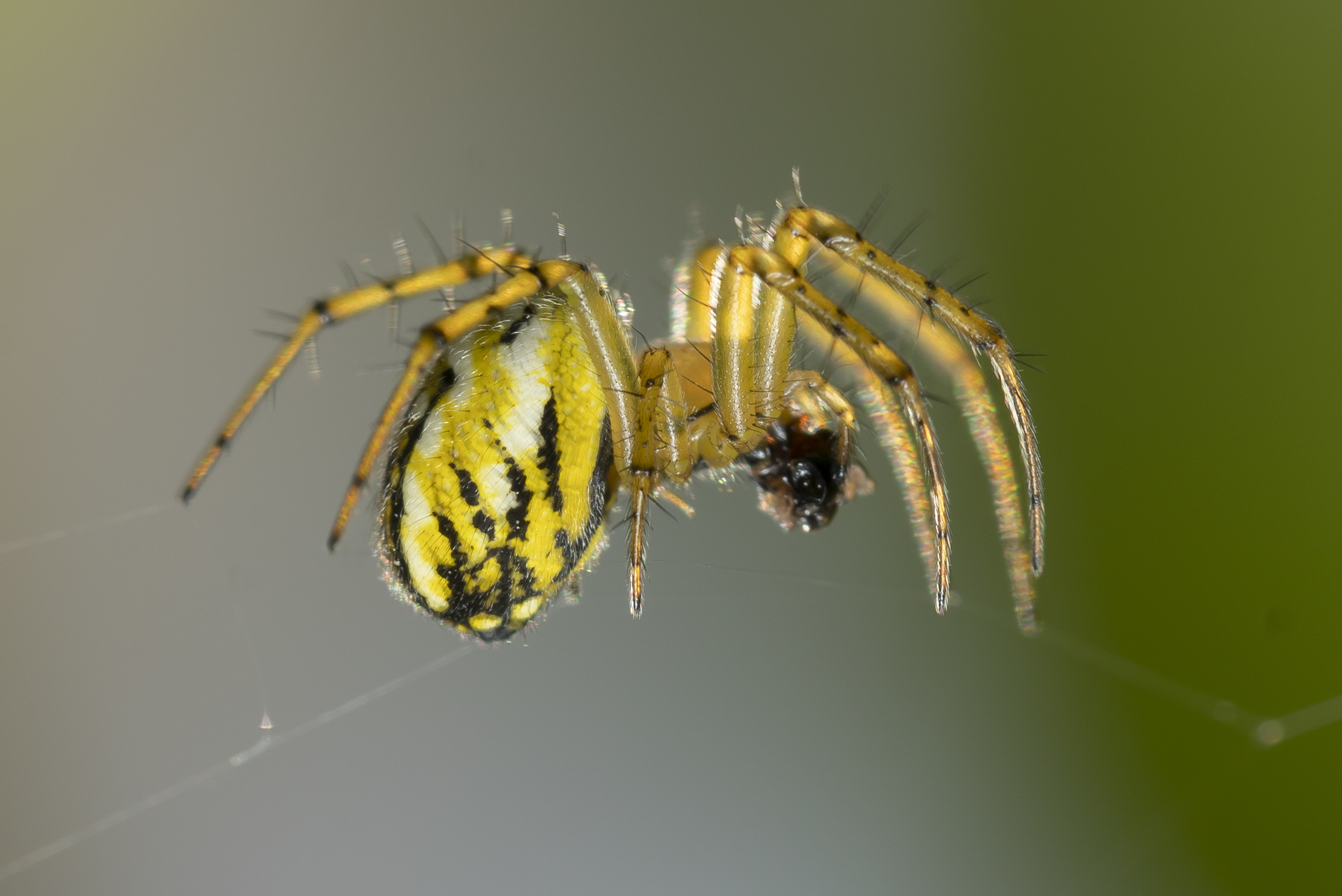
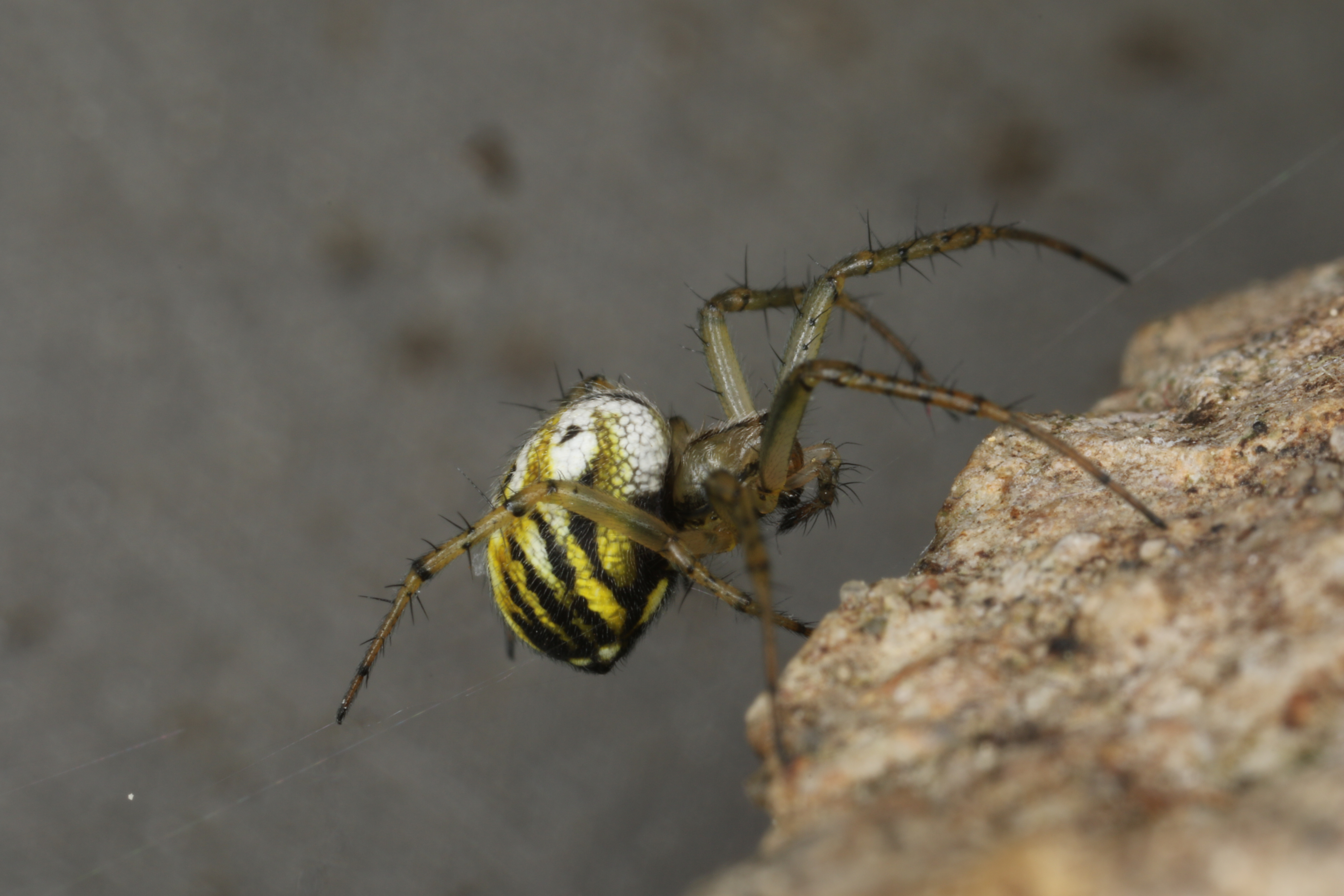
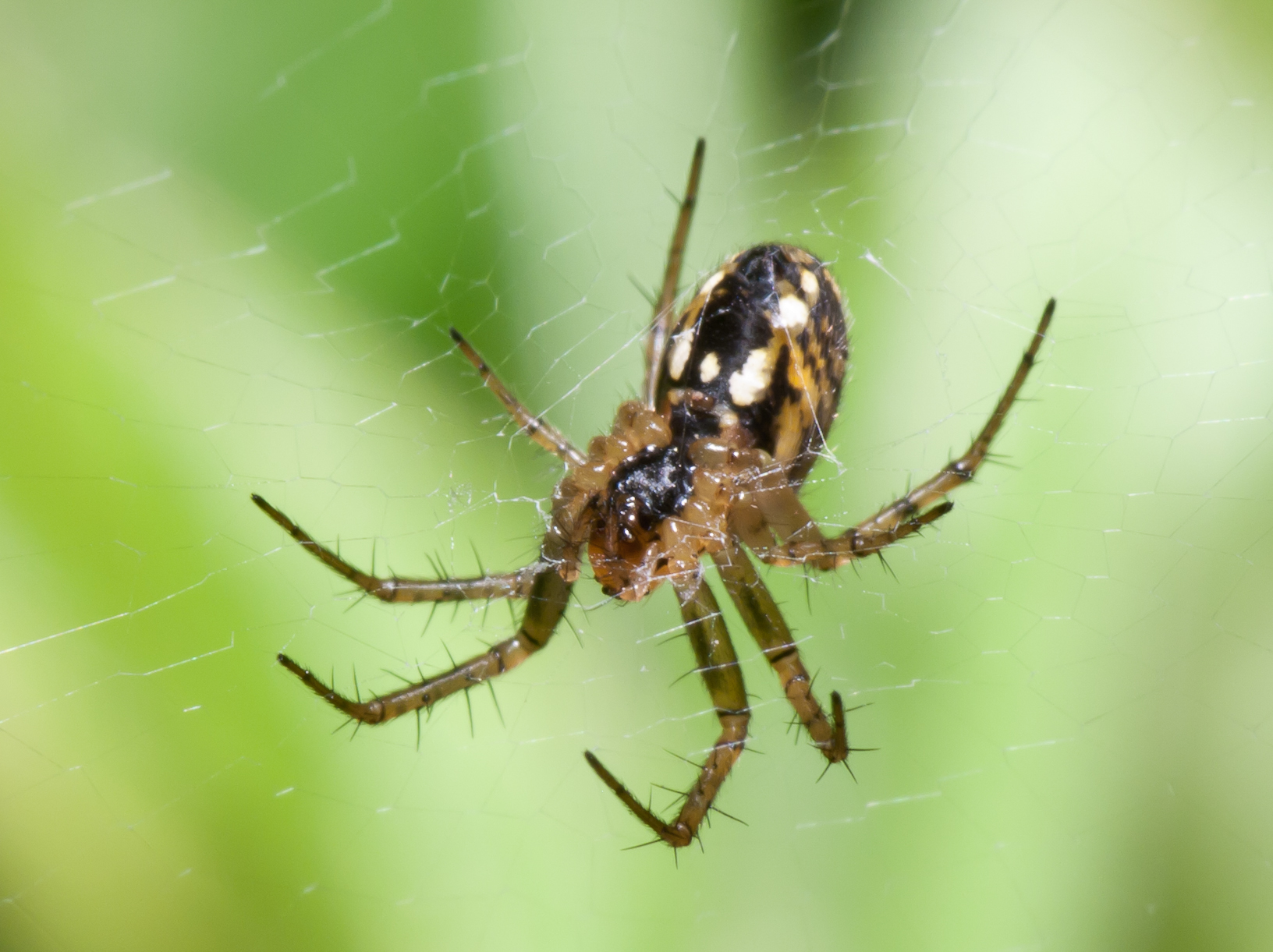